# House, Novi Meksiko
House je selo u okrugu Quayu u američkoj saveznoj državi Novom Meksiku. Prema popisu stanovništva SAD 2000. u Houseu su živjela 72 stanovnika. 

## Zemljopis
Nalazi se na 34°38′53″N 103°54′14″W / 34.64806°N 103.90389°W (34.648034, -103.903803). Prema Uredu SAD-a za popis stanovništva, zauzima 2,4 km2 površine, sve suhozemne.

## Stanovništvo
Prema podatcima popisa 2000. u Houseu bilo je 72 stanovnika, 34 kućanstva i 21 obitelj, a stanovništvo po rasi bili su 94,44% bijelci, 2,783% ostalih rasa, 2,78% dviju ili više rasa. Hispanoamerikanaca i Latinoamerikanaca svih rasa bilo je 6,94%.